# أندريه بيران
أندريه بيران (28 أغسطس 1941 في لابسي) (بالفرنسية: André Perrin)‏ لاعب كرة قدم فرنسي معتزل كان يجيد اللعب في مركز المهاجم كما كان يجيد اللعب في خط الوسط . ساهم في احتلال نادي سيدان المركز الثاني في بطولة كأس فرنسا موسم 1964-1965 بينما ساهم في تتويج نادي ليون بطولة كأس فرنسا 1966-1967 واحتلال المركز الثاني في موسم 1970-1971 .

## وصلات خارجية
- أندريه بيران على موقع قاعدة بيانات كرة القدم.إي يو (الإنجليزية)
- أندريه بيران على موقع عالم كرة القدم.نت (الإنجليزية)